# Каролијева болест
Каролијева болест (комуникацијска кавернозна ектазија или урођена цистична дилатација интрахепатичног билијарног стабла) је редак наследни поремећај који карактерише цистична дилатација (или ектазија) жучних канала у јетри. Постоје два обрасца Каролијеве болести: фокална или једноставна Каролијева болест се састоји од абнормално проширених жучних канала који утичу на изоловани део јетре. Други облик је дифузнији, а када је повезан са порталном хипертензијом и конгениталном фиброзом јетре, често се назива „Каролијевим синдромом“. Основне разлике између ова два типа нису добро схваћене. Каролијева болест је такође повезана са отказивањем јетре и полицистичном болешћу бубрега. Болест погађа око једног од 1.000.000 људи, са више пријављених случајева Каролијевог синдрома него Каролијеве болести.
Каролијева болест се разликује од других болести које узрокују проширење дукта узроковану опструкцијом, по томе што није један од многих деривата холедохалне цисте.

## Знаци и симптоми
Први симптоми обично укључују грозницу, повремени бол у стомаку и увећану јетру. Повремено се јавља жута промена боје коже. Каролијева болест се обично јавља у присуству других болести, као што су аутозомно рецесивна полицистична болест бубрега, холангитис, камен у жучи, билијарни апсцес, сепса, цироза јетре, отказивање бубрега и холангиокарцином (7% захваћено). Људи са Каролијевом болешћу су 100 пута више изложени ризику од холангиокарцинома него општа популација.
Морбидитет је чест и узрокован је компликацијама холангитиса, сепсе, холедохолитијазе и холангиокарцинома. Ова морбидна стања често подстичу дијагнозу. Портална хипертензија може бити присутна, што резултира другим стањима укључујући повећану слезину, хематемезу и мелену. Ови проблеми могу озбиљно утицати на квалитет живота пацијента. У периоду од 10 година између 1995. и 2005. године, само 10 пацијената је хируршки лечено од Каролијеве болести, са просечном старошћу пацијената од 45,8 година.
Након прегледа 46 случајева Каролијеве болести пре 1990. године, 21,7% случајева је резултат интрахептичне цисте или неопструктивне дилатације билијарног стабла, 34,7% је повезано са конгениталном фиброзом јетре, 13% је било изолована цистична дилатација холедоха, а преосталих 24,6% имао комбинацију сва три.

## Узроци
Чини се да је узрок генетски; једноставна форма је аутозомно доминантна особина, док је сложена форма аутозомно рецесивна особина. Жене су склоније Каролијевој болести него мушкарци. Породична анамнеза може укључивати болести бубрега и јетре због везе између Каролијеве болести и ARPKD. PKHD1, ген везан за ARPKD, пронађен је мутиран код пацијената са Каролијевим синдромом. PKHD1 је изражен првенствено у бубрезима са нижим нивоима у јетри, панкреасу и плућима, образац који је у складу са фенотипом болести, која првенствено погађа јетру и бубреге.

## Дијагноза
Савремене технике снимања омогућавају да се дијагноза постави лакше и без инвазивног снимања билијарног стабла. Обично је болест ограничена на леви режањ јетре. Слике снимљене ЦТ скенирањем, рендгенским снимком или МРИ показују увећане интрахепатичне (у јетри) жучне канале због ектазије. Користећи ултразвук, може се видети тубуларна дилатација жучних канала. На ЦТ скенирању, Каролијева болест се може уочити тако што ће се уочити многе цевасте структуре испуњене течношћу које се протежу до јетре. Мора се користити ЦТ високог контраста да би се разликовала разлика између камења и проширених канала. Гас црева и пробавне навике отежавају добијање јасног сонограма, тако да је ЦТ скенирање добра замена. Када зид интрахепатичног жучног канала има избочине, јасно се види као централне тачке или линеарна пруга. Каролијева болест се обично дијагностикује након што се овај „знак централне тачке“ открије на ЦТ скенирању или ултразвуку.

## Прогноза
Смртност је индиректна и узрокована компликацијама. Након појаве холангитиса, пацијенти обично умиру у року од 5-10 година.

## Историја
Жак Кароли, гастроентеролог, први пут је описао ретко урођено стање 1958. године у Паризу, Француска. Он га је описао као "необструктивну сакуларну или фузиформну мултифокалну сегментну дилатацију интрахепатичних жучних канала"; у основи, приметио је кавернозну ектазију у билијарном стаблу која изазива хроничну, често по живот опасну хепатобилијарну болест. Кароли, рођен у Француској 1902. године, научио је и практиковао медицину у Анжеу. После Другог светског рата, био је 30 година начелник службе у Сен-Антонеу у Паризу. Пре смрти 1979. године, добио је чин команданта у Легији части 1976. године.